# Тривалість життя котів
Старіння у котів — це процес, під час якого кішки змінюються протягом їхнього природного життя. З віком коти змінюють своє здоров'я та поведінку. Захворювання зубів і втрата нюху є поширеними з віком котів, що впливає на харчові звички. Артрит і саркопенія є іншими поширеними ефектами старіння у котів. Середня тривалість життя кішки може коливатися від 10 до 13 років. Те, як старіння впливає на здоров’я кота, можна контролювати за допомогою змін у котячому раціоні, коригування доступності та когнітивної стимуляції.

## Середня тривалість життя домашніх кішок
Достовірна інформація про тривалість життя домашніх котів різноманітна та обмежена. Тим не менш, ряд досліджень досліджували це питання та дали варті уваги оцінки. Оцінки середньої тривалості життя в цих дослідженнях коливаються від 13 до 20 років, з єдиним значенням близько 15 років. Принаймні одне дослідження виявило середнє значення тривалості життя 14 років і відповідний інтерквартильний діапазон від 9 до 17 років.. Максимальна тривалість життя оцінюється в діапазоні від 22 до 30 років, хоча є твердження про те, що коти живуть довше 30 років. Відповідно до видання Книги рекордів Гіннесса за 2010 рік, найстарішим котом із усіх зареєстрованих був Крем Пафф, який помер у 2005 році у віці 38 років і 3 днів. Кішки, як правило, живуть довше, ніж коти, а схрещені коти зазвичай живуть довше, ніж чистокровні, відповідно. Також було встановлено, що чим більша вага кішки, тим менша середня тривалість її життя.
В одному дослідженні смертності котів найчастішими причинами були травми (12,2%), захворювання нирок (12,1%), неспецифічне захворювання (11,2%), неоплазія (10,8%) і масові ураження (10,2%).

## Харчування
Старіння котів впливає на їх харчову поведінку. Різні сфери процесу старіння котів можуть впливати на харчування. Це включає в себе зменшення споживання їжі та зниження засвоєння поживних речовин. Існує кореляція між віком і захворюваннями зубів у котів. Цей дискомфорт у ротовій порожнині впливає на кількість їжі, яку споживають котячі. Ключем до запобігання болю в порожнині рота, спричиненому захворюваннями зубів, є огляд порожнини рота та раннє відповідне втручання. Артрит у літніх котів також може обмежувати рухливість і відчувати дискомфорт під час годування. Втрата нюху з віком також може вплинути на споживання їжі котячими. Також у літніх кішок сповільнюється перетравлення жиру та білка, і якщо цю втрату не врахувати, коти почнуть метаболізувати свою нежирну масу тіла, що призводить до саркопенії. Коти, які можуть зберегти свою нежирну масу тіла, мають тривалість життя. Через це зміна дієти може позитивно вплинути на довголіття котів.